# Jean-Karim Fall
Pour les articles homonymes, voir Fall.
Jean-Karim Fall, né le 17 mars 1958 à Toulouse et mort le 26 mai 2017 à Taormine en Sicile, est un journaliste franco-sénégalais spécialiste de l'Afrique,.

## Biographie
Il est le fils de Kader Fall, ambassadeur et ministre sénégalais, et d'une mère française. Il est diplômé de l'École supérieure de journalisme de Lille.
Il est correspondant permanent de Radio France internationale (RFI) en Côte d'Ivoire puis au Gabon, avant de devenir directeur du service Afrique de la radio de 1996 à 2012. À partir de 2012, il est l'un des rédacteurs en chef et chroniqueurs de France 24 où il co-initie la création du « journal de l'Afrique »,.
Il est connu pour avoir été le premier à annoncer la mort du président ivoirien Félix Houphouët-Boigny en 1993 et pour avoir couvert la première épidémie de maladie à virus Ebola au Zaïre.
Il meurt en Sicile alors qu'il couvre le sommet du G7 de 2017,, et est enterré au cimetière du Père-Lachaise (44e division).
Un studio de France 24 porte son nom, depuis, au siège près de Paris (à Issy-les-Moulineaux).